# Kili Pemba Sherpa
Kili Pemba Sherpa, także Kilu Pemba Sherpa – nepalski wspinacz, himalaista, Szerpa.

## Życiorys
Urodził się w Nepalu na wysokości 4200 m. Karierę himalaisty rozpoczął wiosną 1996 z japońską wyprawą na Manaslu (8163 m). Tym razem nie stanął jeszcze na szczycie. W następnych latach brał udział w wielu międzynarodowych wyprawch na ośmiotysięczniki. Na wiosnę 2002 brał udział w kolejnej japońskiej wyprawie na Manaslu. Wtedy 21 kwietnia 2002 po raz pierwszy wszedł na szczyt ośmiotysięcznika. 1 października 2002 stanął na szczycie Czo Oju (8201 m). Wiosną 2003 brał udział w norweskiej wyprawie na Mount Everest (8848 m). Wtedy 22 maja 2003 po raz pierwszy stanął na szczycie Mount Everestu. W kolejnych wyprawach organizowanych przez himalaistów z różnych państw wchodził na szczyty ośmiotysięczników (dane z końca 2021): kilkukrotnie Mount Everestu (24 maja 2004, 16 maja 2007, 21 maja 2008, 19 maja 2013, 19 maja 2016, 14 maja 2018, 20 maja 2019, 12 maja 2021), Czo Oju (8201 m) 1 października 2005, Sziszapangmy (8027 m) jesienią 2005, Manaslu (8163 m) 27 września 2009 i 27 września 2021, Dhaulagiri (8167 m) 13 maja 2010 i 14 maja 2011, Lhotse (8516 m) 25 maja 2012, 29 kwietnia 2018 i 14 maja 2019. Wchodził również na wiele niższych szczytów: Ama Dablam (6812 m), Baruntse (7152 m), Imja Tse (6189 m), Lobuje (6119 m). Brał udział w zimowych ekspedycjach na Lhotse w sezonach 2004/05 i 2006/07 oraz na K2 w sezonie 2019/20.
Był członkiem zespołu 10 Nepalczyków, którzy jako pierwsi zdobyli K2 zimą 16 stycznia 2021 roku. Na szczyt K2 wszedł wspomagając się tlenem z butli. Zespół powstał poprzez połączenie grupy Mingma G w skład której wchodził on sam, Dawa Tenji Sherpa oraz Mingma Gyalje Sherpa, znany jako Mingma G, organizator grupy i jej dyrektor, z grupą Nirmala Purji, do których dołączył Sona Sherpa z grupy Seven Summit Treks. Po zniszczeniach przez wiatr założonych obozów Nepalczycy z trzech wypraw zebrali grupę 10 osób do ataku szczytowego.